# 美加本浓
《美加本浓》（IPA讀音：/məˈga mənˈdʊŋ/）是荷屬東印度（今印度尼西亞）友聯影業於1942年初推出的一部黑白劇情片，由文金南（Boen Kin Nam）執導，翁福林監製，由拉登·蘇卡諾、烏江（Oedjang）、本·索菲亞蒂（Boen Sofiati）和蘇哈娜（Soehaena）主演，故事講述一對情侶被謊言拆散，之後在茂物（今屬西爪哇省）附近的美加本浓村重逢。這是友聯第七部，也是最後一部作品，與《惡毒的聲音》同時拍攝，製作過程前後歷時3個月。本片於1942年初上映，至少上映到同年7月，但如今很可能已經佚失。

## 劇情
拉登·庫蘇馬（Raden Koesoema）告訴兒子威南塔（Winanta），他應該和妻子蕾特娜寧西（Retnaningsih）離婚，改與堂妹法蒂瑪（Fatimah）結婚，還威脅他說，要不然就和他斷絕關係。為了避免丈夫遭到這種厄運，蕾特娜寧西決定離棄丈夫，從萬隆（今屬西爪哇省）搬到巴達維亞（今雅加達），從此過着貧困的生活。她不知道的是，她公公這樣做是為了證明她並不可信。威南塔很是沮喪，不過還是跟法蒂瑪結了婚。
18年後，威南塔和法蒂瑪的女兒古斯蒂妮（Koestini，本·索菲亞蒂飾）已經長大，在巴達維亞讀書。她有教養，優雅美麗，很受年輕男性歡迎，不過只有彬彬有禮的年輕藥士蘇佐諾（Soedjono，拉登·蘇卡諾飾）能夠贏得她的芳心。蘇卡瑪（Soekatma）也追過古斯蒂妮，但被拒絕，於是決定把古斯蒂妮和蘇佐諾拆散。他告訴威南塔，古斯蒂妮一天到晚只顧着追男生，荒廢學業。威南塔信以為真，便要求古斯蒂妮返回萬隆。
後來，古斯蒂妮生病了，外面也開始流傳她的死訊。蘇佐諾一聽到死訊就發了瘋，開始漫無目的地遊蕩。之後他就像受到一股不可見的力量牽引一般，來到了茂物（今屬西爪哇省）附近的美加本浓村。他在村子裏一發現古斯蒂妮仍然活着，便恢復了意識，他們兩個人也就能夠幸福快樂地一起生活下去。

## 製作

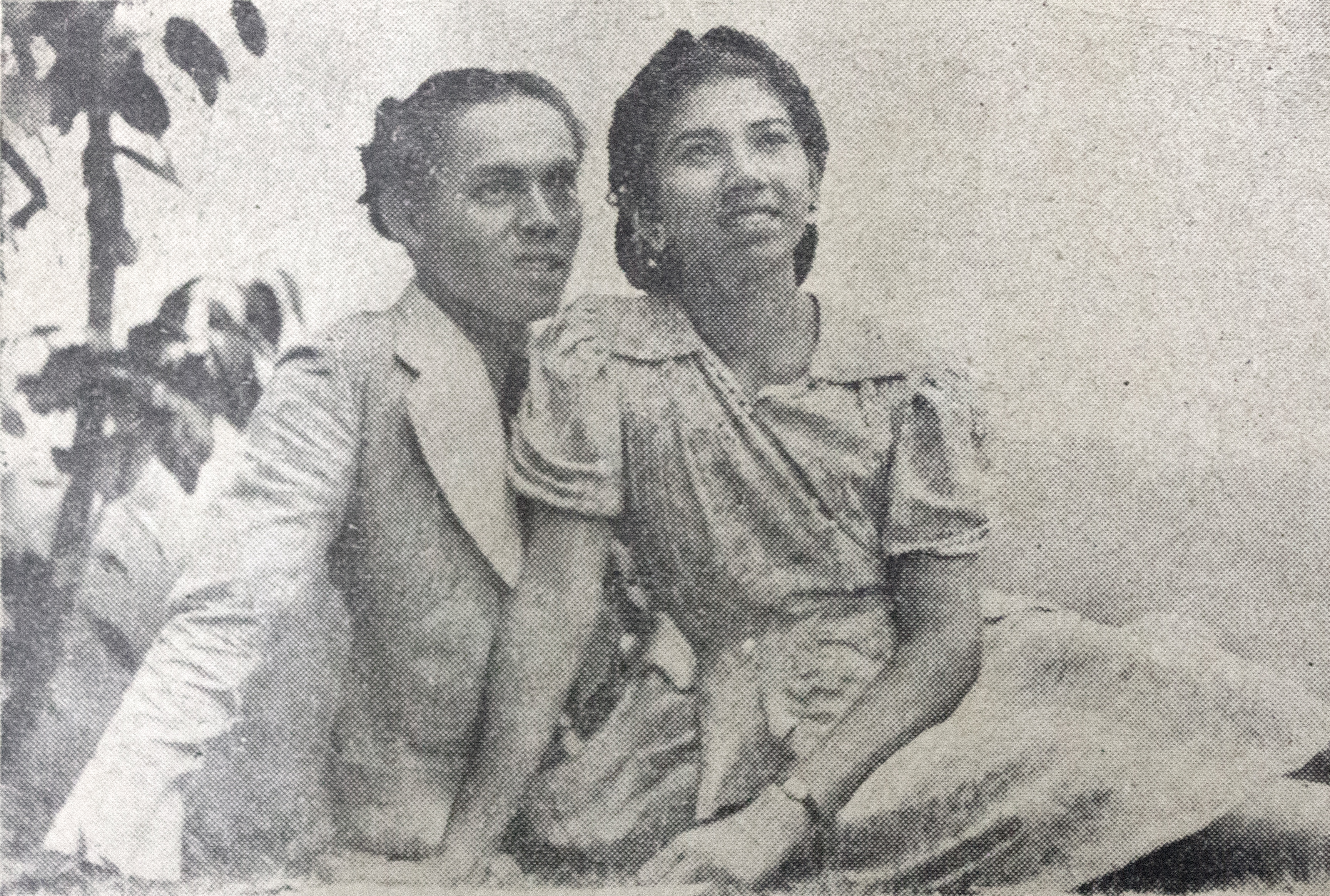
和本·索菲亞蒂在電影裏相依相偎的情景

《美加本浓》由文金南執導，由翁福林監製。製片商友聯影業是一家位於巴達維亞的電影公司，翁福林負責提供資金，蔡馬俊（Tjoa Ma Tjoen）負責日常運作。文金南的專業是錄音師，是友聯第六部作品《惡毒的聲音》的助理導演，《美加本浓》是唯一一部由他擔任主導演的作品。友聯在1941年9月宣布開拍本片，至同年12月完成拍攝，晚於同時拍攝的《惡毒的聲音》完成。
這部黑白電影由拉登·蘇卡諾、烏江、本·索菲亞蒂和蘇哈娜主演，其他演員還包括拉特納·朱維達（Ratna Djoewita）、拉特娜西（Ratnasih）、加馬里·法查爾（Gamari Fadjar）和穆薩（Moesa）。烏江在1940年參演友聯第一部作品《微笑的面具》，之後一直為友聯效力，拉登·蘇加諾和蘇哈娜則憑《惡毒的聲音》出道。索菲亞蒂是電影界新丁，她本來是一名舞台劇演員，經營自己的歌舞團。除了舞台劇演員，本片的參演人員還包括貴族子弟；總括而言，在社會和經濟層面上，本片演員的出身背景各不相同。雖然友聯標榜本片採用了現實主義風格，對象是受過教育的觀眾，但是印尼電影史學家米斯巴赫·尤薩·比蘭認為這個說法並不正確，因為舞台劇演員娛樂的觀眾通常來自低下階層。

## 發行及後續
《美加本浓》在1942年初上映，是友聯影業第七部，也是最後一部電影。電影雜誌《世界舞台與電影》（Pertjatoeran Doenia dan Film）於1942年2月號的報導中指出，在日軍侵略前夕，當地部分製片商計劃遷離殖民地首府巴達維亞，另一些則計劃停產。當時友聯已經開始拍攝一部題為《达玛尔·乌兰》（Damar Woelan），以滿者伯夷時期為背景的電影，最後卻被迫停產，之後也沒有復業。蘇卡諾在1950年代重返電影業，一直活躍到1970年代；在這段時期，他主要以倫德拉·卡諾的名義參與電影製作。
《美加本浓》至少放映到了1942年7月，但如今很可能已经散佚。荷属东印度的电影胶卷以非常易燃的硝化纤维制成，1952年印尼國家電影製片廠的仓库失火，大部分物品毀於一旦，後來為了消除火災隱患，所有存放老電影的硝化纖維膠片都被銷毀。因此，美国视觉人类学家卡尔·G·海德推论，所有在1950年前制作的印尼电影均已散失。不过，J·B·克里斯坦托（J.B. Kristanto）在《印尼电影目录》中表示，印尼电影资料馆把好几部荷属东印度电影保存下來。米斯巴赫还指出荷兰政府新闻处收藏了几部日本宣传电影，使之留存至今。

## 備註
1. ↑  或拼作「Boon Sofiati」[2]。
2. ↑  故事大綱根據Pertjatoeran Doenia dan Film 1941, Mega Mendoeng和Filmindonesia.or.id, Mega Mendoeng改寫。

## 腳註
1. ↑  翁锡辉 1993，第77頁.
2. 1 2  Pertjatoeran Doenia dan Film 1942, Tanja Djawab.
3. ↑  Biran 2009，第232–233頁.
4. 1 2  Pertjatoeran Doenia dan Film 1941, Warta dari Studio，第28頁.
5. ↑  Pertjatoeran Doenia dan Film 1941, Tirai Terbentang.
6. ↑  Filmindonesia.or.id, Oedjang.
7. ↑  Pertjatoeran Doenia dan Film 1941, Soeara Berbisa，第29頁.
8. ↑  Filmindonesia.or.id, Mega Mendoeng.
9. ↑  Biran 2009，第274–275頁.
10. ↑  Pertjatoeran Doenia dan Film 1942, Studio Nieuws，第18頁.
11. ↑  Biran 2009，第319, 332頁.
12. ↑  Biran 1979，第397頁.
13. ↑  Pembangoen 1942, Film2.
14. ↑  Biran 2012，第291頁.
15. ↑  Heider 1991，第14頁.
16. ↑  Biran 2009，第351頁.